# Citrus County
Citrus County är ett administrativt område i delstaten Florida, USA, med 141 236 invånare. Den administrativa huvudorten (county seat) är Inverness. 

## Geografi
Enligt United States Census Bureau så har countyt en total area på 2 002 km². 1 512 km² av den arean är land och 490 km² är vatten. 

### Angränsande countyn
- Levy County, Florida - nordväst
- Marion County, Florida - nordöst
- Sumter County, Florida - öst
- Hernando County, Florida - syd